# 环纹栉锉蛤
环纹栉锉蛤（学名：Ctenoides annulata），是莺蛤目狐蛤科Ctenoides属的一种。主要分布于韩国、中国大陆、台湾，常栖息在潮间带至水深10米浅水区，以足丝附着岩石生活。